# 千銃士
《千銃士》，是LINE與Marvelous於2018年3月22日發佈的手機遊戲。是一部與作為「銃」之化身的貴銃士們，一同戰鬥、學習、加深彼此羈絆、指導對方成長的「貴銃士養成RPG」。目前已於2019年6月11日終止營運。
2020年，宣佈將製作遊戲的新作《千銃士：Rhodoknight》（簡稱：千銃士R），並於2021年11月24日由Marvelous正式發佈。講述前作的7年後，身為士官學校學生的主人公，被秘密機關「Kathariste」征召，與貴銃士們一同，調查一個暗中活動的神秘組織的故事。
電視動畫則於2018年7月至9月在東京都會電視台等播出，共12話。